# Колібрі-голкохвіст зелений
Колі́брі-голкохві́ст зелений (Discosura conversii) — вид серпокрильцеподібних птахів родини колібрієвих (Trochilidae). Мешкає в Центральній і Південній Америці.

## Опис

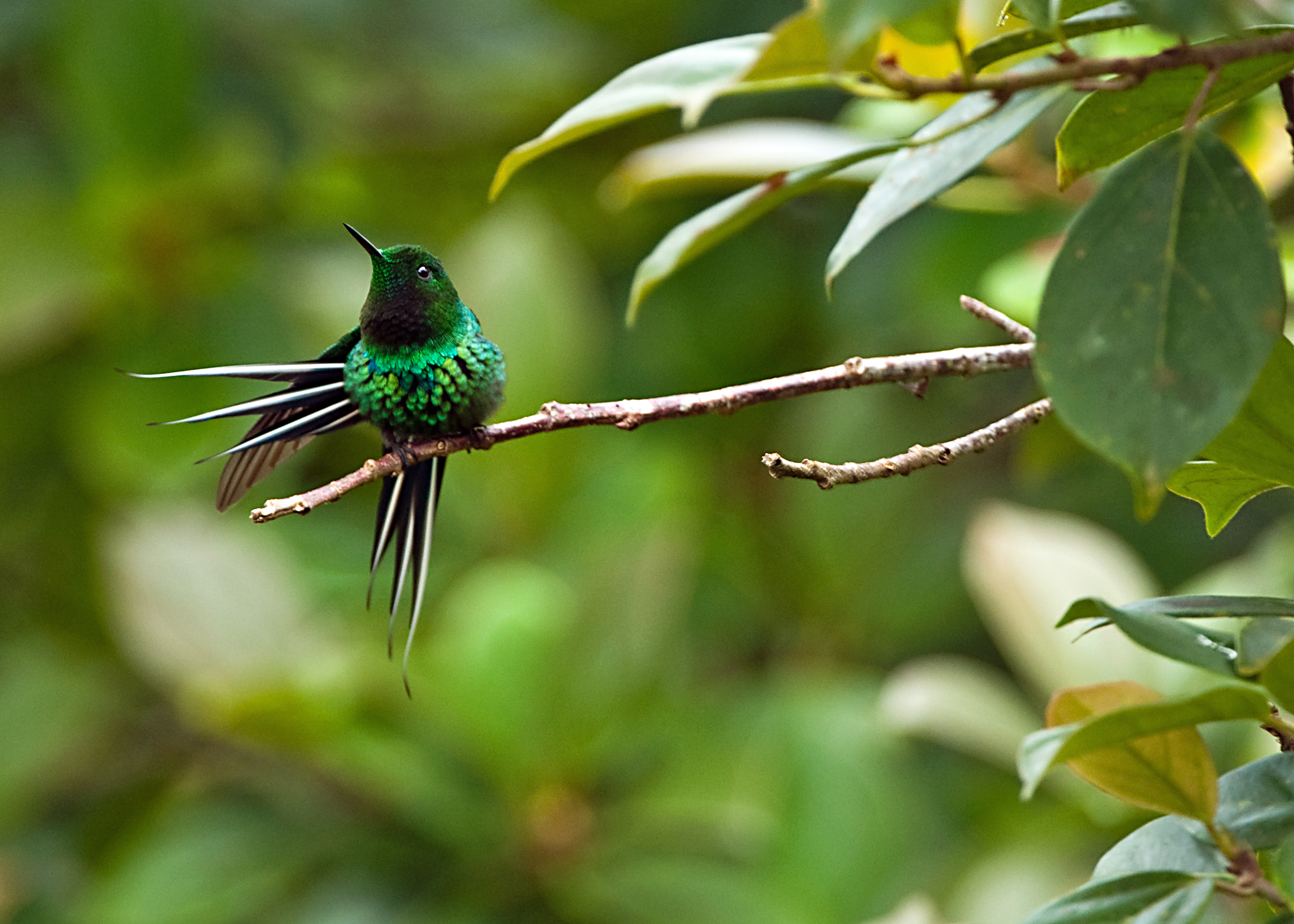
Зелений колібрі-голкохвіст

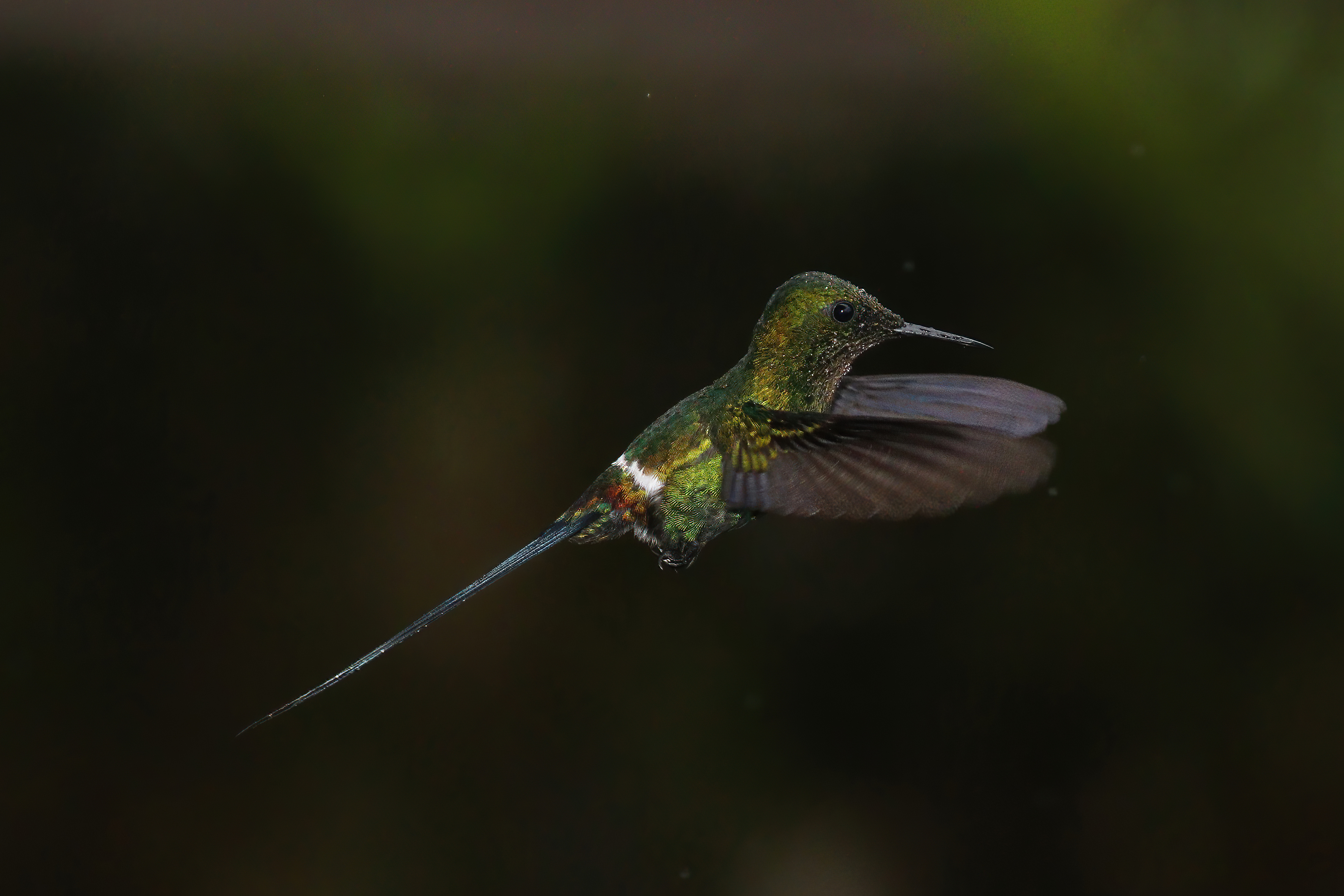
Зелений колібрі-голкохвіст

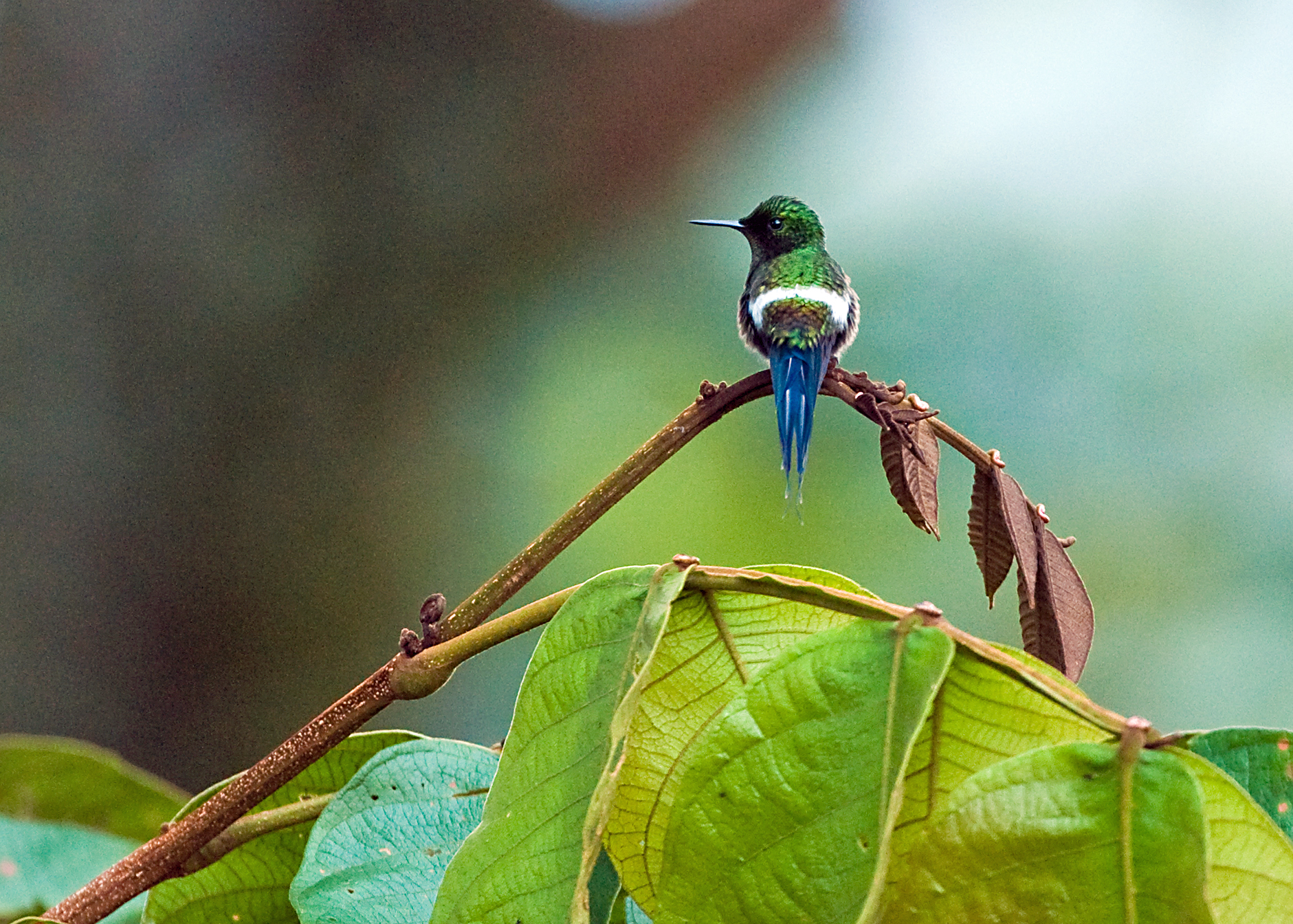
Зелений колібрі-голкохвіст

Довжина самців становить 9,5-10,2 см. самиць 6,6-7,5 см, вага 3 г. У самців тім'я темно-зелене, спина світліша, зелена з металевим відблиском. Надхвістя мідно-бронзове з поперечною білою смугою, окремі пера на ньому синювато-чорні. Хвіст синювато-чорний, глибоко роздвоєний, стернові пера мають помітні білі стрижні, крайні стернові пера дуже вузькі, видовжені і загострені. Горло яскраво-зелене з металевим відблиском, груди і живіт темно-зелені, в центрі грудей синьо-зелена пляма з металевим відблиском. Дзьоб короткий, прямий, чорний, довжиною 10 мм.
У самиць верхня частина тіла така ж, як у самців, надхвістя у них більш темне. Хвіст легко роздвоєний, стернові пера синювато-чорні, біля основи темно-зелені, крайні стернові пера на кінці і біля основи білі. На щоках широкі білі смуги. Підборіддя тьмяно-чорне, поцятковане білими плямками, боки тьмяно-зелені з білими плямками, груди і живіт тьмяно-чорні. Забарвлення молодих птахів подібне до забарвлення самиць, однак підборіддя у них сірувато-біле.

## Поширення і екологія
Зелені колібрі-голкохвости мешкають на карибських схилах в Коста-Риці і на тихоокеанських схилах в Панамі, Колумбії і Еквадорі майже до кордону з Перу, місцями також на карибських схилах східної Панами. Вони живуть у вологих гірських і рівнинних тропічних лісах, на узліссях і галявинах. В Коста-Риці зустрічаються на висоті від 700 до 1400 м над рівнем моря, в Панамі на висоті від 600 до 1200 м над рівнем моря, в Колумбії на висоті до 1000 м над рівнем моря, в Еквадорі на висоті від 300 до 1000 м над рівнем моря. Під час сезону дощів частина популяцій мігрує на більш низьку висоту.
Зелені колібрі-голкохвости живляться нектаром різноманітних квітучих дерев, епіфітів і чагарників, зокрема з родини бобових, а також дрібними безхребетними, яких ловлять в польоті або збирають з нижньої сторони листя, зависаючи в повітрі. Під час живлення нектаром птахи також зависають в повітрі, направивши хвіст догори майже під прямим кутом. В Коста-Риці сезон розмноження триває з листопада по квітень. В кладці 2 білих яйця.